# Consulat général de France à Vancouver
Le Consulat général de France à Vancouver est une représentation consulaire de la République française au Canada.
Par décret du Président de la République en date du 5 août 2021, M. Nicolas BAUDOUIN, est le Consul général de France à Vancouver depuis le 1er septembre 2021. Sa biographie complète se trouve sur le site du Consulat général.
Sa circonscription comprend les provinces de la Colombie-Britannique, de l'Alberta, et de la Saskatchewan, ainsi que les Territoires du Nord-Ouest et le territoire du Yukon.
Compte tenu de l'étendue du territoire couvert, le dispositif du Consulat général compte cinq agences consulaires pour assurer un service au plus près des usagers, dirigées par des Consuls honoraires. Ces agences se trouvent à Whitehorse, YK, Edmonton et Calgary, AB, Saskatoon, SK et Victoria, C.-B.
Placé sous l'autorité de l'Ambassade de France au Canada, le rôle premier du Consulat général est la protection et le suivi administratif des Français établis ou de passage dans sa circonscription, et des contacts avec les autorités canadiennes. Il participe également aux actions de coopération éducative, culturelle, universitaire et scientifique des services dédiés à ces questions.
En 2023, environ 11 500 Français sont inscrits au registre consulaire.
Le Consulat général est situé sur West Pender Street, à Vancouver, en Colombie-Britannique ainsi que sur les principaux réseaux sociaux.

## Compétences
Le Consulat général est chargé de l'administration des Français de sa circonscription pour les opérations suivantes :
- Inscription au registre des Français établis hors de France
- Demande ou renouvellement d'une carte d'identité ou d'un passeport
- Etat-civil : PACS, naissances, mariages, décès, changements de nom et prénom
- Nationalité : demandes d'acquisition de la nationalité française ou de libération des liens d’allégeance
- Légalisation des documents publics français et certification matérielle de signature
- Établissement de documents de voyages dans les cas d’urgence avérée
- Organisation des différentes élections (présidentielles, législatives, européennes, etc.)
- Organisation de tournées consulaires dans l'ensemble de la circonscription
- Aides à la scolarité : bourses scolaires
- Affaires sociales : aides aux personnes victimes de handicap, aides aux associations locales de bienfaisance, etc.

## Coopérations éducatives et artistiques
La mission et les actualités du service de coopérations éducatives et culturelles sont à retrouver sur le site du Consulat général de France à Vancouver.

## Coopérations universitaires et scientifiques
La mission et les actualités du service de coopérations universitaires et scientifiques sont à retrouver sur le site du Consulat général de France à Vancouver.